# Rio Ladra
Ladra é um rio espanhol da Galiza, um dos afluentes do rio Minho.